# جاشوا رادین
جاشوا رادین (به انگلیسی: Joshua Radin) (متولد: ۱۴ ژوئن ۱۹۷۴) یک خواننده و ترانه‌سرای آمریکایی است.